# Верхнее Стярле
Ве́рхнее Стярле́ (тат. Югары Эстәрле) — село в Азнакаевском районе Республики Татарстан. Административный центр Верхнестярлинского сельского поселения.

## Этимология
Топоним произошёл от татарского слова «югары» (верхний) и гидронима на татарском языке «Эстәрле» (Стярле).

## География
Село расположено в Восточном Закамье на реке Стярле, в 22 км к северо-востоку от города Азнакаево.

## История
Основано башкирами-вотчинниками-юрмийцами. До середины XIX века некоторые ревизии населения
учитывали деревни Верхнее и Нижнее Стярле (Нижний Стерлитамак) вместе.
Предки современного татарского населения села в XVIII—XIX веках в сословном отношении числились тептярями.
В материалах третьей ревизии (1762 год) в деревне Стерлитамак были учтены 2 ревизские души ясачных татар, 106 — служилых татар.
В материалах четвертой ревизии (1782 г.) в деревне Стерлитамак были учтены 10 ревизских душ служилых татар, 2 — ясачных татар, 9 — тептярей, входивших в команду тептярского старшины Аитмамбета Ишметева, 58 — тептярей, входивших в команду тептярского старшины Нагайбака Асанова.
В 1816 году в Стерлитамаково учтены 77 башкир, а также 110 тептярей и 54 служилых татарина, которые были «припущены башкирами на вечность без оброка». Кроме того, согласно 7-й ревизии, «в оной же под названием Усмановой (Стерли тож)» проживало 107 служилых татар. В 1834 году в этих деревнях учтено 88 башкир-вотчинников Баиковой тюбы Юрмийской волости и 36 башкир-припущенников, а также 126 душ тептярей. «Общий регистр 1856 года» учитывал эти деревни отдельно: в Стерлитамаково проживали 289 башкира и 231 государственных крестьянина из татар, а в Усманове Стерля — 41 башкир и 479 государственных крестьянина.
В «Списке населенных мест по сведениям 1859 года», изданном в 1864 году, населённый пункт упомянут как казённая и башкирская деревня Стерлитамакова (Усманова) 4-го стана Бугульминского уезда Самарской губернии. Располагалась при речке Стерле, по левую сторону почтового тракта из Бугульмы в Уфу, в 60 верстах от уездного города Бугульмы и в 45 верстах от становой квартиры в казённом селе Ефановка (Крым-Сарай, Орловка, Хуторское). В деревне в 224 дворах жили 1457 человек (714 мужчин и 743 женщины). Была мечеть.
По сведениям 1897 года, в селе Верхний Стерлитамак Бугульминского уезда Самарской губернии проживали 1615 жителей, в том числе 1613 мусульман.

## Население
| 1859 | 1897 | 1920 | 1926 | 1938 | 1949 | 1958 | 1970 | 1979 | 1989 | 2002 | 2010 | 2015 |
| ---- | ---- | ---- | ---- | ---- | ---- | ---- | ---- | ---- | ---- | ---- | ---- | ---- |
| 1457 | 1628 | 1704 | 1128 | 1420 | 904  | 849  | 906  | 770  | 605  | 571  | 536  | 510  |

Национальный состав
Согласно результатам переписи 2002 года, в национальной структуре населения татары составили 100 %.

## Религия
В 1997 году в селе была возведена мечеть.

### Комментарии
1. ↑  Расстояние измерено с помощью инструментария Яндекс.Карты